# Dylan Gambrell
Dylan Gambrell (* 26. August 1996 in Bonney Lake, Washington) ist ein US-amerikanischer Eishockeyspieler, der seit Juli 2024 bei den Columbus Blue Jackets aus der National Hockey League (NHL) unter Vertrag steht und parallel für deren Farmteam, die Cleveland Monsters, in der American Hockey League (AHL) auf der Position des Centers spielt. Zuvor verbrachte Gambrell drei Jahre in der Organisation der San Jose Sharks und spielte zwei Jahre bei den Ottawa Senators.

## Karriere
Gambrell verbrachte seine Juniorenzeit zunächst bei den Colorado Thunderbirds in der Tier 1 Elite Hockey League. Für den Nachwuchsklub absolvierte der Stürmer in der Saison 2011/12 40 Einsätze. Nach weiteren vier Einsätzen zu Beginn der folgenden Spielzeit, in denen er bereits zwölf Scorerpunkte erzielt hatte, folgte der sofortige Wechsel in die United States Hockey League (USHL) zu den Dubuque Fighting Saints. Diese hatten Gambrell im Sommer an elfter Gesamtposition des USHL Entry Draft ausgewählt. Mit den Fighting Saints gewann der Angreifer gleich in seiner Rookiesaison den Clark Cup. Es folgten zwei weitere Spieljahre in der USHL, ehe es Gambrell an die University of Denver zog.
Neben seinem Studium spielte Gambrell mit Beginn der Saison 2015/16 parallel für die Pioneers, das Eishockeyteam der Universität, in der National Collegiate Hockey Conference (NCHC), einer Division im Spielbetrieb der National Collegiate Athletic Association (NCAA). In seinem ersten Jahr gelangen ihm 47 Punkte in 41 Einsätzen, was dazu führte, dass er ins All-Rookie-Team der NCHC gewählt wurde. Es folgten weitere erfolgreiche Spielzeiten, die ihm in beiden Jahren die Wahl ins Second All-Star-Team der Division bescherten. Abgerundet wurde dies mit dem Gewinn des nationalen Landestitels im Collegespielbetrieb zum Ende der Saison 2016/17 sowie des Meistertitels der NCHC im folgenden Jahr. Nach dem Ausscheiden aus der Meisterschaft im März 2018 wurde Gambrell von den San Jose Sharks aus der National Hockey League (NHL) unter Vertrag genommen, die ihn im NHL Entry Draft 2016 in der zweiten Runde an 60. Stelle ausgewählt hatten. Zum Ende der NHL-Saison 2017/18 debütierte er für das Team in der NHL.
In der Folge kam der US-Amerikaner nur zu sporadischen Einsätzen in der NHL und verbrachte den Großteil der Spielzeit 2018/19 in der American Hockey League (AHL) bei San Joses Farmteam, den San Jose Barracuda. Im Verlauf des folgenden Spieljahres etablierte sich Gambrell schließlich im NHL-Aufgebot. Nachdem er den Kaderplatz jedoch zum Beginn der Saison 2021/22 verloren hatte, wurde er Ende Oktober 2021 im Tausch für ein Siebtrunden-Wahlrecht im NHL Entry Draft 2022 in die kanadische Landeshauptstadt zu den Ottawa Senators transferiert. Nach zwei Jahren in Ottawa wechselte er im Juli 2023 als Free Agent zu den Toronto Maple Leafs, ebenso wie im Juli 2024 zu den Columbus Blue Jackets.

### International
Für sein Heimatland lief Gambrell im Juniorenbereich bei der World Junior A Challenge 2014. Dort konnte er mit dem US-Team nach einem Finalsieg über Dänemark den Gewinn der Goldmedaille bejubeln. In vier Turniereinsätzen erzielte der Stürmer dabei ein Tor.

## Erfolge und Auszeichnungen
| - 2013 Clark-Cup-Gewinn mit den Dubuque Fighting Saints - 2016 NCHC All-Rookie Team - 2017 NCHC Second All-Star Team | - 2017 NCAA-Division-I-Championship mit der University of Denver - 2018 NCHC-Meisterschaft mit der University of Denver - 2018 NCHC Second All-Star Team |

### International
- 2014 Goldmedaille bei der World Junior A Challenge

## Karrierestatistik
Stand: Ende der Saison 2023/24

### International
Vertrat die USA bei:
- World Junior A Challenge 2014

(Legende zur Spielerstatistik: Sp oder GP = absolvierte Spiele; T oder G = erzielte Tore; V oder A = erzielte Assists; Pkt oder Pts = erzielte Scorerpunkte; SM oder PIM = erhaltene Strafminuten; +/− = Plus/Minus-Bilanz; PP = erzielte Überzahltore; SH = erzielte Unterzahltore; GW = erzielte Siegtore; 1 Play-downs/Relegation; Kursiv: Statistik nicht vollständig)